# Гарасимів Антін
Гарасимів Анті́н (1859 — 1943) — український адвокат та державний діяч. Стрийський адвокат та громадсько-політичний діяч, доктор.

## Життєпис
Голова філії УГВК у Стрию. В 1918 році став державним повітовим комісаром у Стрийському повіті.
Входив до складу Тіснішого Народного Комітету, обраного Народним з'їздом УНТП 21 травня 1923 року. Комітетом керували доктор Степан Баран, доктор Володимир Бачинський, Марія Білецька та ряд інших.

### Родина
Мав чотирьох синів — відомих спортсменів і згодом членів Леґіону УСС. Молодший з них — Юрій Гарасимів, січовий стрілець, старшина УГА, хорунжий дивізії «Галичина», співак хору «Думка», меценат, громадський діяч у Монреалі.